# Preuss' klifzwaluw
Preuss' klifzwaluw (Petrochelidon preussi) is een zangvogel die behoort tot de familie van de zwaluwen. Deze vogel is genoemd naar zijn ontdekker, de Duitse natuuronderzoeker Paul Preuss (1861-1926).

## Verspreiding en leefgebied
Deze soort komt voor in westelijk en centraal Afrika van Guinee-Bissau, Sierra Leone en Mali tot Kameroen en noordoostelijk Congo-Kinshasa.

## Status
De grootte van de populatie is niet gekwantificeerd maar de soort wordt omschreven als algemeen. Op de Rode lijst van de IUCN heeft deze soort de status niet bedreigd.